# Makrokylindrus tubulicauda
Makrokylindrus tubulicauda är en kräftdjursart som först beskrevs av William Thomas Calman 1905.  Makrokylindrus tubulicauda ingår i släktet Makrokylindrus och familjen Diastylidae. Inga underarter finns listade i Catalogue of Life.